# Манко Капак
Ма́нко Ка́пак (кеч. Manqu Qhapaq або Manku Qhapaq — «Божествений Манко», ісп. Manco Cápac) — перший Капак Інка, засновник держави інків Тауантінсую з центром у Куско.

## Життєпис
За інкськими легендами, Манко Капак був сином бога Сонця Інті і богині Місяця Мама Кілья, якого батько послав на Землю, щоби врятувати людей від дикості й варварства, навчити рільництва та ремесел і затвердити культ «справжніх богів»: Сонця, Місяця і Пача Камака — «творця світу».
За останніми дослідженнями, Манко міг бути вождем-військовиком («сінчі») гірського племені тамбо, що мешкало у Місці Вранішної Зорі. Його почесний титул був «айяр». Разом із сестрою-дружиною Мама Окльо, а також братами Айяром Качі, Айяром Учу, Айяром Ауком, які відповідно були одружені зі своїми сестрами — Мама Гуако, Мама Рагуа, Мама Кора, вирушили від печери поблизу озера Тітікака або від міста Паккарітампу до долини Куско — у місцині Уайнапата, між річками Уатанай і Тульюмайо. За легендою, в ході подорожей та заснування міста Куско загинули всі брати Айяра Манко, який тепер звався Манко Капак. Останній одружився з вдовами братів, які були його рідними сестрами.
За переказами, Манко Капак керував державою близько 30 років, увів закони, навчив мешканців долини обробляти кукурудзу, жувати листя коки і, ймовірно, скасував людські жертвопринесення, звів першу будівлю храму Коріканча. Мама Окльо, дружина Манко, навчила жінок ткати красиві тканини, шити новий на той час одяг, краще доглядати за своїми дітьми. На честь неї названий відкритий 1901 року астероїд 475 Оклло.
Уважають, що Манко Капак правив приблизно до 1230 року, хоча деякі історики відносять його смерть до 1107 року. Із самого початку воював із місцевими племенами, зокрема гуалья та саусірай на чолі із Копалі Майтою. З іншим племенем, алькауїса, було укладено союз. На кінець правління Манко Капак контролював центральну частину долини Куско.
Перед смертю оголосив спадкоємцем старшого сина Сінчі Рока, який став наступним Інкою.